# ياكيرة مولرية
ياكيرة مولرية (الاسم العلمي:Yakirra muelleri) هي نوع من النباتات تتبع جنس الياكيرة من الفصيلة النجيلية.